# 2916
2916（二千九百十六、にせんきゅうひゃくじゅうろく）は自然数、また整数において、2915の次で2917の前の数である。

## 性質
- 2916は合成数であり、約数は 1, 2, 3, 4, 6, 9, 12, 18, 27, 36, 54, 81, 108, 162, 243, 324, 486, 729, 972, 1458, 2916 である。
  - 約数の和は7651。
  - 720番目の過剰数である。1つ前は2912、次は2920。
- 563番目のハーシャッド数である。1つ前は2912、次は2919。
  - 18を基とする85番目のハーシャッド数である。1つ前は2880、次は2934。
- 2916 = 542
  - 54番目の平方数である。1つ前は2809、次は3025。
  - n = 2 のときの 54n の値とみたとき1つ前は54、次は157464。
  - 平方数がハーシャッド数になる22番目の数である。1つ前は2704、次は3600。
- 2916 = (2 × 27)2
  - n = 27 のときの (2n)2 の値とみたとき1つ前は2704、次は3136。(オンライン整数列大辞典の数列 A016742)
- 2916 = (3 × 18)2
  - n = 18 のときの (3n)2 の値とみたとき1つ前は2601、次は3249。(オンライン整数列大辞典の数列 A016766)
- 2916 = (6 × 9)2
  - n = 9 のときの (6n)2 の値とみたとき1つ前は2304、次は3600。(オンライン整数列大辞典の数列 A016910)
- 2916 = 4 × 93
  - n = 9 のときの 4n3 の値とみたとき1つ前は2048、次は4000。(オンライン整数列大辞典の数列 A033430)
- 2916 = (1 × 6 × 9)2であり、43番目のフリードマン数。1つ前は2737、次は3125。
  - 平方数がフリードマン数になる9番目の数である。1つ前は2500、次は4096。
- 約数の和が2916になる数は2個ある。(1802, 1942) 約数の和2個で表せる162番目の数である。1つ前は2910、次は2928。
- 各位の和が18になる181番目の数である。1つ前は2907、次は2925。
- 29162 + 1 = 8503057であり、n2 + 1 の形で素数を生む295番目の数である。1つ前は2900、次は2924。(オンライン整数列大辞典の数列 A005574)